# Coristanco
Coristanco là một đô thị của Tây Ban Nha ở tỉnh A Coruña trong cộng đồng tự trị của Galicia.
43°12′B 8°45′T / 43,2°B 8,75°T